# Efemerèl·lids
Els efemerèl·lids (Ephemerellidae) són una família d'insectes efemeròpters conegudes com a nimfes reptants o mosques de pescar. Són molt diverses.
El cos d'aquestes nimfes és més curt i ample que el dels espècimens d'altres famílies, i està ben adaptat al camuflatge.

## Taxonomia
La família Ephemerellidae inclou 36 gèneres:
- Adoranexa Jacobus & McCafferty, 2008
- Attenella Edmunds, 1971
- Caudatella Edmunds, 1959
- Caurinella Allen, 1984
- Cincticostella Allen, 1971
- Clephemera Lin Qibin, 1986 †
- Crinitella Allen & Edmunds, 1963
- Dannella Edmunds, 1959
- Dentatella Allen, 1980
- Derlethina Sartori, 2008
- Drunella Needham, 1905
- Dudgeodes Sartori, 2008
- Ephacerella Paclt, 1994
- Ephemerella Walsh, 1862
- Ephemerellina Lestage, 1924
- Eurylophella Tiensuu, 1935
- Hyrtanella Allen & Edmunds, 1976 †
- Indoganodes Selvakumar et al., 2014
- Janohyphella Selvakumar et al., 2014
- Lestagella Demoulin, 1970
- Manohyphella Allen, 1973
- Matriella Jacobus & McCafferty, 2008
- Melanemerella Ulmer, 1920
- Notacanthella Jacobus & McCafferty, 2008
- Penelomax Jacobus & McCafferty, 2008
- Quatica Jacobus & McCafferty, 2008
- Serratella Edmunds, 1959
- Spinorea Jacobus & McCafferty, 2008
- Teloganella Ulmer, 1939
- Teloganodes Eaton, 1882
- Teloganopsis Ulmer, 1939
- Timpanoga Needham, 1927
- Torleya Lestage, 1917
- Tsalia Jacobus & McCafferty, 2008
- Turfanerella Demoulin, 1954 †
- Vietnamella Chernova, 1972 †